# Hilara peshawarensis
Hilara peshawarensis är en tvåvingeart som beskrevs av Enrico Adelelmo Brunetti 1920. Hilara peshawarensis ingår i släktet Hilara och familjen dansflugor. Inga underarter finns listade i Catalogue of Life.